# Gambara (livro)
Gambara é uma novela de Honoré de Balzac, surgida em 1837 na Revue et gazette musicale de Paris, a pedido de Maurice Schlesinger, editor de música originário de Berlim.
À época da redação, o romancista ia, toda semana, ao Teatro dos Italianos no camarote dos Guidoboni-Visconti, amigos italianos que lhe fizeram descobrir o Scala de Milão e as maravilhas de Veneza mandando-o resolver certos negócios para eles. O texto foi editado em volume, junto com Le Cabinet des Antiques, na edição Soverain em 1839, antes de tomar lugar na edição Furne de 1846, nos Estudos filosóficos, junto com Massimilla Doni, novela também escrita depois que Balzac retorna da Itália, muito impressionado por essa "mãe das artes", como ele apelida o país.
Encontra-se nessa obra a formidável intuição artística do autor da Comédia Humana. Enquanto em Le Chef-d'œuvre inconnu e La Bourse explorou o gênio de um pintor e em Sarrasine destrinchou a alma e os meandros do pensamento de um escultor, com Gambara, Balzac aborda o mundo musical através de um personagem, um fabricante de instrumentos que se transforma em compositor de músicas loucas. Tem-se a impressão de que o autor compreende tudo da composição de uma obra, de que o músico é ele mesmo. Ele faz dizer a Gambara: 
A música é, ao mesmo tempo, uma ciência e uma arte. As raízes que ela tem da física e das matemáticas formam a ciência; ela se torna arte pela inspiração que emprega, simultaneamente com os teoremas da ciência. Ela tem da física a essência mesma da substância que ela emprega, o som é ar modificado, o ar é composto de princípios, os quais encontram em nós, sem dúvida, princípios análogos que lhes respondem, simpatizam e crescem com o poder do pensamento. Assim, o ar deve conter várias partículas de elasticidades diferentes e capazes de várias vibrações e durações diversas que dão os tons nos corpos sonoros, e essas partículas, percebidas por nossas orelhas, misturadas em obra musical, respondem às ideias seguindo nossas organizações.
Essa novela, incompreendida em sua publicação, foi depois reconhecida como uma obra de grande amplidão (os musicólogo encontraram pouquíssimos erros nas exposições de Balzac, de tanto que o autor apaixonadamente se documentou). O romancista tinha uma cultura musical tão extensa que George Sand, ao longo de uma conversação sobre música, ficou também atordoada pelas suas ideias sobre ópera. Ela recomendou-lhe escrever aquilo que ele acabara de lhe contar.

## Enredo
O conde Andrea Marcosini, nobre milanês, passeia pelo Palais Royal quando descobre no meio da multidão o rosto extraordinário de uma mulher de olhos de fogo. Ela tenta fugir dele, mas ele a persegue até uma sórdida ruela onde ela desaparece, atrás do Palais. Se ele está preso aos "passos de uma mulher cuja vestimenta anuncia uma miséria profunda, radical, antiga, inveterada, que não era mais bela que tantas outras que ele vira toda noite na ópera", é que seu olhar o enfeitiçou completamente. Logo o conde faz uma pesquisa e descobre que essa mulher é casada com um compositor de música, Gambara, também fabricante de instrumentos, que tem sobre a música teorias e práticas desconcertantes. Sua música não é bela a menos que ele esteja bêbado. Mariana se sacrifica para ele, faz os trabalhos mais humilhantes para preservar o casamento, pois ela acredita piamente no gênio inabalável de seu marido. Depois de tentar salvar o casal da miséria, de sustentar Gambara da melhor maneira possível lhe dando dinheiro (ou pior, lhe dando de beber), o conde foge enfim com a bela Mariana, que abandonará logo por uma dançarina, e que voltará para seu marido, ainda mais miserável que antes.